# O Pioneers!
O Pioneers! é um romance de 1913 da autora americana Willa Cather, escrito enquanto ela morava em Nova York. Foi seu segundo romance publicado. O título é uma referência a um poema de Walt Whitman intitulado "Pioneers! O Pioneers!" de Leaves of Grass (1855).

## Introdução ao enredo

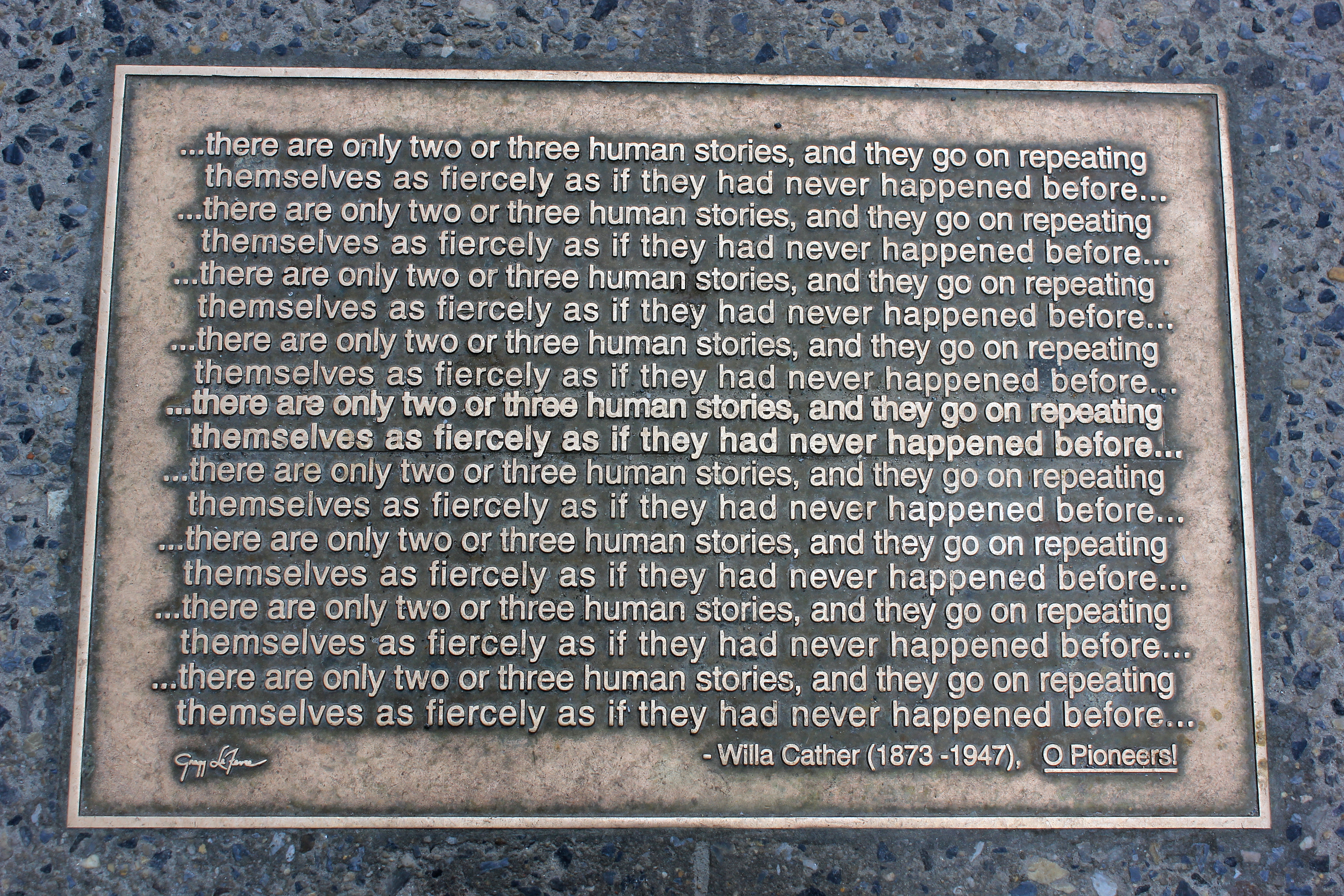
"Existem apenas duas ou três histórias humanas, e elas continuam se repetindo..."

O Pioneers! conta a história dos Bergsons, uma família de imigrantes sueco-americanos na zona rural perto da cidade fictícia de Hanover, Nebraska, na virada do século XX. A personagem principal, Alexandra Bergson, herda as terras agrícolas da família quando seu pai morre e dedica sua vida a tornar a fazenda um empreendimento viável em um momento em que muitas outras famílias de imigrantes estão desistindo e deixando a pradaria. O romance também aborda dois relacionamentos românticos, um entre Alexandra e o amigo da família Carl Linstrum e o outro entre o irmão de Alexandra, Emil, e a casada Marie Shabata.

## Sinopse
O livro é dividido em cinco partes, cada uma com vários capítulos.

### Parte I – A Terra Selvagem
Em um dia ventoso de janeiro em Hanover, Nebraska, Alexandra Bergson está com seu irmão de cinco anos, Emil, cujo gatinho subiu em um poste de telégrafo e está com medo de descer. Alexandra pede ao seu vizinho e amigo Carl Linstrum para resgatar o gatinho. Mais tarde, Alexandra encontra Emil na loja de artigos gerais com Marie Tovesky. Eles estão brincando com o gatinho. Marie mora em Omaha e está visitando seu tio Joe Tovesky.
O pai de Alexandra está morrendo, e ele deseja que ela tome conta da fazenda depois que ele partir. Alexandra e seus irmãos Oscar e Lou mais tarde visitam Ivar, conhecido como Ivar Louco por causa de suas visões pouco ortodoxas. Por exemplo, ele dorme em uma rede, acredita em não matar nenhum ser vivo e anda descalço no verão e no inverno. Mas ele é conhecido por curar animais doentes. Alexandra está preocupada com os porcos, pois os porcos de muitos dos seus vizinhos estão morrendo. O louco Ivar a aconselha a manter os porcos limpos em vez de deixá-los viver na sujeira e a dar-lhes água fresca e limpa e boa comida. Isso simplesmente confirma a opinião de Oscar e Lou de que Ivar merece o nome de Ivar Louco. Alexandra, no entanto, começa a fazer planos para onde irá realocar os porcos.
Após anos de quebra de safra, muitos vizinhos dos Bergson estão vendendo suas terras, mesmo que isso signifique ter prejuízo. Então eles descobrem que os Linstrums também decidiram ir embora. Oscar e Lou também querem ir embora, mas nem a mãe nem Alexandra querem. Depois de visitar vilas próximas para ver como elas estão, Alexandra convence seus irmãos a hipotecar a fazenda para comprar mais terras, na esperança de acabarem se tornando ricos proprietários de terras.

### Parte II – Campos vizinhos
Dezesseis anos depois, as fazendas agora são prósperas. Alexandra e seus irmãos dividiram sua herança, e Emil acabou de voltar da faculdade. A fazenda Linstrum faliu, e Marie, agora casada com Frank Shabata, a comprou. No mesmo dia, os Bergsons são surpreendidos pela visita de Carl Linstrum, que não viam há treze anos. [Nota: Carl diz que já faz dezesseis anos, mas isso é um erro textual. John Bergson morreu dezesseis anos antes, e a família de Carl foi embora durante a seca que ocorreu três anos depois.] Tendo fracassado em um emprego em Chicago, ele está a caminho do Alasca, mas decide ficar com Alexandra por um tempo. Carl percebe o crescente relacionamento de flerte entre Emil e Marie. Lou e Oscar suspeitam que Carl quer se casar com Alexandra e ficam ressentidos com a ideia de que Carl pode acabar ficando com a parte de Alexandra na fazenda, que eles ainda consideram como pertencente a eles e que, de outra forma, seria herdada por seus filhos. Isso causa problemas entre Alexandra e seus irmãos, e eles param de se falar. Carl, reconhecendo o problema, decide partir para o Alasca. Ao mesmo tempo, Emil anuncia que está partindo para viajar pelo México. Alexandra fica sozinha.

### Parte III – Memórias de Inverno
O inverno se instalou novamente sobre a Divisão; a estação em que a Natureza se recupera, em que ela adormece entre a fecundidade do outono e a paixão da primavera. Os pássaros se foram. A vida abundante que acontece na grama alta é exterminada. O cão da pradaria guarda sua toca. Os coelhos correm tremendo de um canteiro congelado para outro e têm dificuldade para encontrar talos de repolho congelados. À noite, os coiotes vagam pelo deserto invernal, uivando por comida. Os campos coloridos agora são todos da mesma cor; os pastos, o restolho, as estradas e o céu são do mesmo cinza-chumbo. As sebes e as árvores são quase imperceptíveis em contraste com a terra nua, cuja tonalidade ardósia elas assumiram. O solo está tão congelado que machuca os pés ao andar nas estradas ou nos campos arados. É como um país de ferro, e o espírito é oprimido por seu rigor e melancolia. Poderíamos facilmente acreditar que naquela paisagem morta os germes da vida e da fecundidade estavam extintos para sempre. Alexandra passa o inverno sozinha, exceto por visitas ocasionais de Marie, que ela visita com a Sra. Lee, sogra de Lou. Ela também tem um número cada vez maior de sonhos misteriosos que teve desde a infância. Esses sonhos são sobre uma figura masculina forte e divina que a carrega pelos campos.

### Parte IV – A Amoreira Branca
Emil retorna da Cidade do México. Seu melhor amigo, Amédée, agora é casado e tem um filho pequeno. Em uma feira na igreja francesa, Emil e Marie se beijam pela primeira vez. Mais tarde, eles confessam seu amor ilícito, e Emil decide ir para a faculdade de direito em Michigan. Antes de partir, Amédée morre de apêndice rompido e, como resultado, tanto Emil quanto Marie percebem o que mais valorizam. Antes de partir para Michigan, Emil passa na fazenda de Marie para se despedir uma última vez, e eles se abraçam apaixonadamente sob a amoreira branca. Eles ficam lá por várias horas, até que o marido de Marie, Frank, os encontra e atira neles num momento de fúria embriagada. Ele foge para Omaha, onde mais tarde se entrega pelo crime. Ivar descobre o cavalo abandonado de Emil, o que o leva a procurar o menino e descobrir os corpos.

### Parte V – Alexandra
Após a morte de Emil, Alexandra fica perturbada, em choque e um pouco atordoada. Ela sai em uma tempestade. Ivar vai procurá-la e a traz de volta para casa, onde ela dorme inquieta e sonha com a morte. Ela então decide visitar Frank em Lincoln, onde ele está preso. Enquanto está na cidade, ela passa pelo campus universitário de Emil, encontra um jovem educado que a lembra de Emil e se sente melhor. No dia seguinte, ela fala com Frank na prisão. Ele está desgrenhado e mal consegue falar direito, e ela promete fazer o que puder para vê-lo solto; ela não guarda rancor dele. Ela então recebe um telegrama de Carl, dizendo que ele está de volta. Eles decidem se casar, sem se importar com a aprovação dos irmãos dela.

## Personagens
- Alexandra Bergson: a personagem principal do livro. Uma mulher inteligente e de temperamento forte. Ela recebeu a fazenda de seu pai, John Bergson, e ao longo dos 16 anos seguintes ela se tornou muito próspera. Ela tem cerca de 40 anos na segunda parte do livro.
- Emil Bergson: o filho mais novo de John Bergson e a mãe de Alexandra. Uma pessoa inteligente, bonita e atlética. Um graduado universitário. Tragicamente, ele está apaixonado por Marie Shabata, que está infeliz no casamento. Ele parte para o México para tentar escapar da tentação por Marie, mas depois de um ano não consegue resistir e retorna.
- Ivar: Na primeira parte do romance, ele vive em um terreno remoto em Nebraska, de difícil acesso. A maioria dos seus vizinhos acha que ele é louco. Ele não frequenta a igreja, mas lê a Bíblia sueca e tem uma qualidade mística. Ele também tem uma grande afinidade por animais, especialmente pássaros. Depois que ele não consegue "provar" sua condição em sua propriedade, Alexandra o aceita como servo para salvá-lo de ser enviado para um hospício.
- Carl Linstrum: amigo íntimo de infância de Alexandra. Já adulta, seu pretendente e marido.
- Signa: a mais nova das servas suecas de Alexandra, sua favorita.
- Barney Flinn: capataz de Alexandra.
- Sra. Hiller: uma vizinha.
- Nelse Jensen: pretendente de Signa, depois marido.
- Annie Lee: Nome de solteira da esposa de Lou.
- Sra. Lee: Sogra de Lou. Ela se apega aos velhos hábitos, embora sua filha Annie e seu genro Lou tentem forçá-la a se tornar moderna e refinada. Uma das amigas de Alexandra.
- Milly: Filha de 15 anos de Annie. Ela toca órgão e piano (que Alexandra comprou para ela).
- Stella: Filha mais nova de Annie.
- Marie Tovesky Shabata: Uma vizinha encantadora que conhece os Bergsons desde a infância. Ela é afetuosa com todos, sem preconceito ou favorecimento, o que enfurece seu marido Frank, assim como Emil, que nutre sentimentos românticos por ela, apesar de seu casamento.
- Frank Shabata: marido de Marie. Ele tem temperamento explosivo e não se dá bem com a maioria dos vizinhos. Ele mata sua esposa Marie e seu amante Emil em um ataque de fúria e é enviado para a prisão em Lincoln.
- Albert Tovesky: pai de Marie; um conselheiro em Omaha. Ele não aprova o marido dela, Frank, e desencoraja sua escolha de se casar com ele.
- Amédée Chevalier: uma fazendeira franco-americana e amiga de longa data de Emil.
- Angélique Chevalier: esposa de Amédée.
- Padre Duchesne: o padre francês.
- Raoul Marcel: um bom amigo de Emil
- Moses Marcel: Pai de Raoul.
- Sr. Schwartz: o diretor da prisão onde Frank está detido.

## Alusões

### Literário
- A epígrafe foi retirada do épico nacional polonês Pan Tadeusz, de Adam Mickiewicz.
- Marie é descrita pela primeira vez como vestida como uma personagem de Kate Greenaway estaria.
- No primeiro capítulo, as crianças estão lendo obras de Hans Christian Andersen e The Swiss Family Robinson.
- No quarto capítulo, Alexandra diz que gosta de ler a poesia de Henry Wadsworth Longfellow .
- Muitas cópias do livro são acompanhadas pelo poema "Pioneers! O Pioneers! " de Walt Whitman, que dizem ser de onde vem o título.[3]
- O romance entre Emílio e Maria e sua morte fazem alusão aos amantes igualmente trágicos Pyramus and Thisbe, do livro Metamorphoses de Ovídio. Uma evidência clara disso ocorre na página 173, onde "as amoras brancas...estavam cobertas com uma mancha escura", correspondendo diretamente a Ovídio: nam color in pomo est.[carece de fontes?]

### Histórico
- No primeiro capítulo da Parte II, Emil e Marie mencionam John Huss.
- No primeiro capítulo da Parte II, as cartas de Emil mencionam Porfirio Díaz.
- No segundo capítulo da Parte II, Lou menciona William Jennings Bryan.

## Significado literário
Em uma entrevista de 1921 para a Bookman, Willa Cather disse: "Decidi não 'escrever' nada, - simplesmente me entregar ao prazer de recapturar na memória pessoas e lugares que eu havia esquecido."

## Crítica literária
Desde sua publicação, acadêmicos escreveram sobre o romance de Cather, O Pioneers! e analisou as características do seu conteúdo. Eles fizeram isso usando diferentes pontos de vista ou lentes literárias que orientam sua compreensão do texto e como eles examinam cada uma de suas partes.
Um exemplo de crítica literária do romance é o de Helen Fiddyment Levy. O trabalho deles se chama “Damming the Stream: Willa Cather” e eles examinam diversas obras de Cather, incluindo O Pioneers! —no que diz respeito à forma como comunicam a paisagem americana e mostram o empoderamento feminino. Sobre O Pionners! especificamente, Levy considera como Cather invoca o ambiente de Nebraska por meio da história da personagem principal Alexandra. Levy vai além e explica como Alexandra é diferente de outras mulheres da época e tem poder para ser mais. Eles afirmam que isso é evidente não apenas em sua aparência, mas em outras coisas, como sua falta de estado civil e sua inteligência sobre homens como seus irmãos.
Outro exemplo inclui “Nebraska Regionalism in Selected Works of Willa Cather”, de Bruce Baker II. Assim como o outro exemplo, este artigo critica uma infinidade de obras de Cather. Baker, no entanto, analisa O Pioneers! e outros trabalhos de Cather com base em como eles discutem e retratam a paisagem do Nebraska em seus textos. Sobre O Pioneers! especificamente, eles afirmam desde o início que a paisagem é retratada como difícil de trabalhar e implacável. Quando Baker traz Alexandra para a discussão, sua personagem também é analisada de acordo com a forma como ela se relaciona com a terra e como cultivou a fazenda de sua família para ter sucesso. Mesmo quando eles encerram a discussão sobre O Pioneers! para discutir outro trabalho de Cather, sua observação final envolve comentar sobre o simbolismo da paisagem de Nebraska e como seu significado pode transcender qualquer pessoa e qualquer coisa.

## Background
Cather mudou-se para Nova York e escreveu o romance em parte enquanto vivia em Cherry Valley com Isabelle McClung. Ela completou isso na casa dos McClungs em Pittsburgh.